# Semaeopus smithi
Semaeopus smithi là một loài bướm đêm trong họ Geometridae.